# Strojno učenje
Strojno učenje (angleško machine learning, nemško maschinelles Lernen) pomeni pridobivanje znanja na podlagi izkušenj. Ne gre za učenje na pamet, ampak za iskanje pravil v učnih podatkih. Tako se lahko dobi odgovor tudi na vprašanje, ki ni sodelovalo pri učenju. Nabolj znani predstavniki strojnega učenja so nevronske mreže, odločitvena drevesa, metoda podpornih vektorjev in skriti model Markova.

## Vrste strojnega učenja
Glede nadzora je lahko učenje:
- nadzorovano učenje (supervised learning): algoritem uči stroj s podanimi pari vhodnih in želenih izhodnih podatkov. Pri tem želene izhodne vrednosti določa učitelj, oz. človek – nadzornik.
- nenadzorovano učenje (unsupervised learning): algoritem razdeli dane vhodne podatke, po svojih kriterijih, v več kategorij, ki imajo svoje značilnosti. To se imenuje rojenje (clustering). Število kategorij in njihove značilnosti izlušči algoritem iz vhodnih podatkov, brez nadzora učitelja.
- vzpodbujevalno (okrepčevalno) učenje (angleško reinforcement learning): tovrsten algoritem učenja uporablja nagrajevanje in kaznovanje. Želena vrednost nastane postopoma, tekom učenja v inteligentnem sistemu.

Glede adaptivnosti je lahko učenje:
- ofline učenje: celotno učenje inteligentnega sistema se izvede preden se začne uporabljati.
- inkrementalno učenje: inteligentni sistem se uči in uporablja izmenjaje. Kadar se med uporabo zaznajo težave, se naknadno opravi dodatno učenje.
- online učenje: po krajšem ofline učenju s prvotnim naborom učnih vzorcev se inteligentni sistem med uporabo sproti dodatno uči z aktualnimi podatki.